# 索那普爾縣
索那普爾縣是印度的一個縣，位於該國東部，由奧里薩邦負責管轄，面積2,284平方公里，每年平均降雨量1,443毫米，識字率為64.07%，2001年人口541,835，人口密度每平方公里237人。

## 外部連結
- 官方网站